# Piston (Bildhauer)

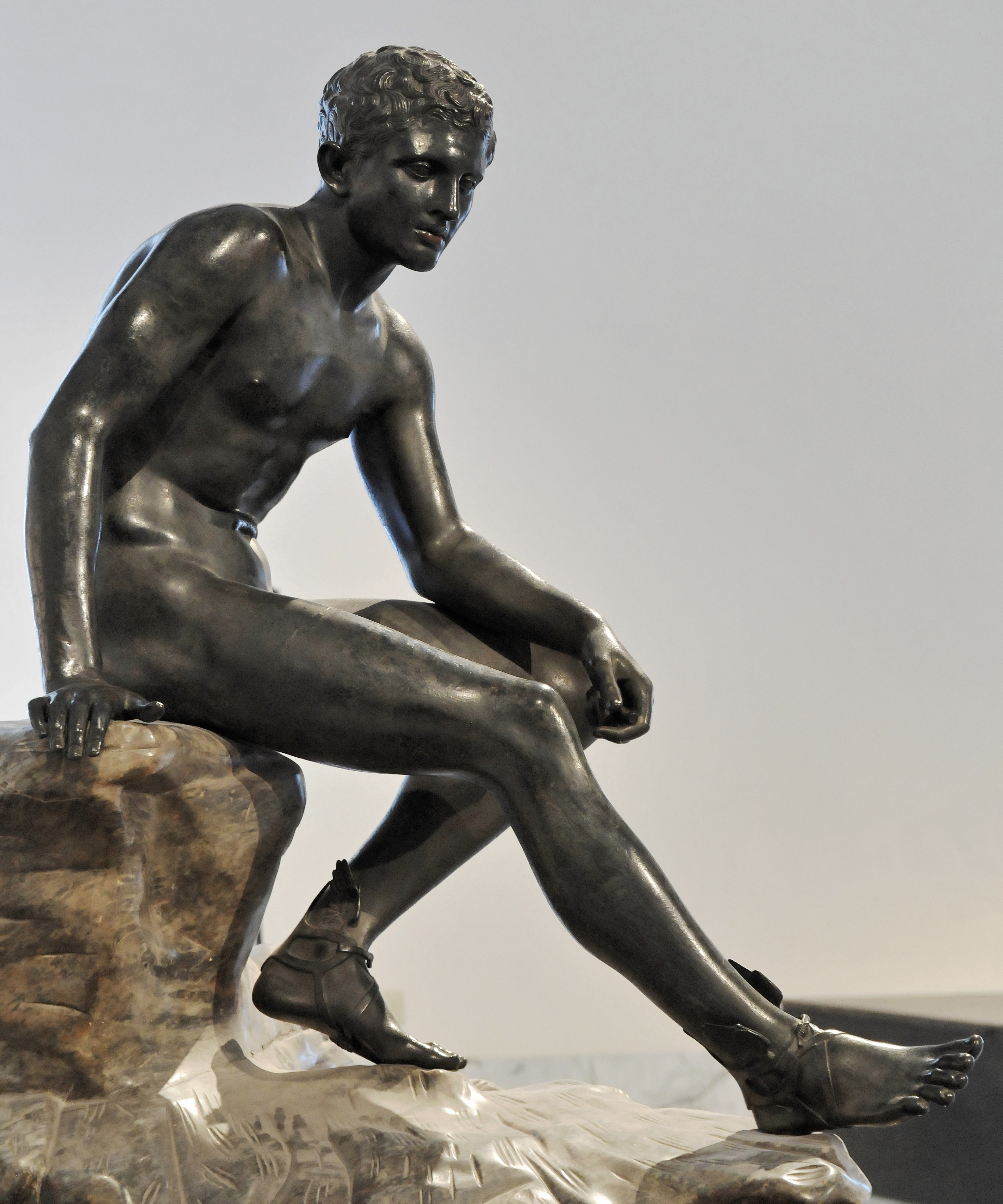
Sitzender Hermes aus Herculaneum

Piston war ein griechischer Bildhauer, der zu Beginn des 3. Jahrhunderts v. Chr. tätig war.
Laut Plinius war er ein Mitarbeiter des Bronzebildners Teisikrates. Dieser war ein Schüler des Lysippschülers Euthykrates und soll Statuen geschaffen haben, die von denen Lysipps nicht zu unterscheiden waren. Für Teisikrates schuf Piston eine Frauenfigur, die in einer von Teisikrates gefertigten Biga platziert wurde. Darüber hinaus überliefert Plinius, Piston habe Statuen eines Ares und eines Hermes geschaffen, die sich zu Plinius’ Zeit im Concordiatempel in Rom befanden.
Mit dem Ares des Piston verband Maximilian Mayer 1889 die Statue des Ares Ludovisi. Wohl unabhängig von Mayer kam auch Camillo Praschniker 1922 auf diese Zuweisung, der zum Beispiel Carl Watzinger folgte. Doch konnte sich diese Ansicht nicht durchsetzen, da vom künstlerischen Stils Pistons nichts weiter bekannt ist.
Ebenfalls dem Werk Pistons wollte Praschniker den sitzenden Hermes aus der Villa dei Papiri in Herculaneum, jetzt im Archäologischen Nationalmuseum Neapel (Inventarnummer NM 5625), zuweisen. Bei aller Unsicherheit wurde dieser Vorschlag nicht gänzlich verworfen.